# عشاء الرب
عشاء الرب هو احتفال سنوي يقيمه شهود يهوه بناء على أمر المسيح في 14 نيسان القمري من كل عام، أي في البدر الذي يلي الاعتدال الربيعيّ. يقوم شهود يهوه بإحياء هذه الذكرى بناء على أمر المسيح الذي قال: «داوموا على صنع هذا لذكري».
يتم في هذا الاحتفال تمرير الخبز الفطير والخمر الحمراء كرمزين، لكن لا يتناول منهما سوى عدد محدود لديهم رجاء الحكم مع المسيح في السماء.